# Шандор Гујдар
Шандор Гујдар (мађ. Gujdár Sándor; Сентеш, 8. новембар 1951) је био мађарски фудбалер, репрезентативац, голман и тренер голмана.

## Каријера

### Клуб
Гујдар је своју каријеру започео у тиму Сентеша, а затим је постао фудбалер сегединског прволигаша из Сегедину. У репрезентацију је дошао из Хонведа СЕ из Будимпеште. Године 1982. каријеру је наставио у бојама грчког клуба Арис из Солуна. Озбиљна повреда главе коју је задобио током играља за Арис је прекинула његову фудбалску каријеру.

### Репрезентација
У репрезентацији Мађарске је наступио 25 пута између 1976. и 1979. године. Учесник Светског првенства у Аргентини 1978. На Светском првенству бранио је на два меча:
- Мађарска – Аргентина 1 : 2[3]
- Мађарска – Француска 1 : 3[4]

## Достигнућа
- Прва лига Мађарске у фудбалу:
  - шампион: 1979/80.